# 영동 화수루
영동 화수루(永東 花樹樓)는 충청북도 영동군 상촌면에 있는 조선시대의 건축물이다. 1988년 9월 23일 충청북도의 유형문화재 제165호로 지정되었다.

## 개요
원래는 조선 중기인 명종 1년(1546)에 옥계서당으로 세워졌던 건물이다. 이것을 순조 4년(1804)에 고성 남씨의 수일파 문중에서 후손들에게 학문을 전수할 목적으로 지금의 위치에 옮겨 짓고 그 이름도 화수루로 바뀌었다.
앞면 2칸·옆면 2칸의 규모로 지붕은 옆면이 여덟 팔(八)자 모양인 팔작지붕이다. 앞면 2칸은 우물마루를 깔아 누마루를 만들고 뒷면 2칸은 온돌방을 만들었다.
영동 화수루는 앞면과 옆면의 칸수를 같게 하고 4면에는 난간을 돌리고, 누마루를 만들어 놓은 것 등 여러 가지 면에서 조선시대 사대부들이 즐겨 이용하던 누각과 정자건축의 특징을 가지고 있다.

## 참고 자료
- 영동 화수루 - 국가유산청 국가유산포털